# Real Racing Club de Santander 2010-2011

## Rosa
| N. |                     | Ruolo | Calciatore          |
| -- | ------------------- | ----- | ------------------- |
| 1  | Svizzera (bandiera) | P     | Fabio Coltorti      |
| 2  | Brasile (bandiera)  | D     | Henrique            |
| 3  | Spagna (bandiera)   | D     | Christian Fernández |
| 4  | Spagna (bandiera)   | D     | Osmar Barba         |
| 5  | Algeria (bandiera)  | C     | Mehdi Lacen         |
| 6  | Spagna (bandiera)   | D     | Domingo Cisma       |
| 7  | Spagna (bandiera)   | C     | Manuel Arana        |
| 8  | Spagna (bandiera)   | C     | Gonzalo Colsa       |
| 9  | Spagna (bandiera)   | A     | Iván Bolado         |
| 10 | Spagna (bandiera)   | A     | Pedro Munitis       |
| 11 | Spagna (bandiera)   | C     | Óscar Serrano       |
| 12 | Svezia (bandiera)   | A     | Markus Rosenberg    |

| N. |                      | Ruolo | Calciatore          |
| -- | -------------------- | ----- | ------------------- |
| 13 | Spagna (bandiera)    | P     | Toño                |
| 14 | Spagna (bandiera)    | D     | Pablo Pinillos      |
| 15 | Spagna (bandiera)    | D     | Francis             |
| 16 | Svezia (bandiera)    | C     | Kennedy Bakircioglü |
| 19 | Spagna (bandiera)    | D     | Marc Torrejón       |
| 20 | Grecia (bandiera)    | C     | Alexandros Tziolīs  |
| 21 | Senegal (bandiera)   | C     | Papa Kouli Diop     |
| 22 | Argentina (bandiera) | A     | Ariel Nahuelpan     |
| 23 | Spagna (bandiera)    | C     | Adrián González     |
| 25 | Spagna (bandiera)    | P     | Mario Fernández     |